# Stimmkreis Kaufbeuren
Der Stimmkreis Kaufbeuren ist einer von rund 90 Stimmkreisen bei Wahlen zum Bayerischen Landtag und zu den Bezirkstagen sowie bei Volksentscheiden. Er gehört zum Wahlkreis Schwaben.
Mindestens seit der Landtagswahl 2003 umfasst er die kreisfreie Stadt Kaufbeuren, die Gemeinden Germaringen, Irsee, Mauerstetten, Pforzen und Rieden des Landkreises Ostallgäu sowie die Städte Bad Wörishofen, Mindelheim und die Gemeinden Amberg, Apfeltrach, Breitenbrunn, Dirlewang, Eppishausen, Ettringen, Kirchheim i.Schw., Markt Wald, Oberrieden, Pfaffenhausen, Rammingen, Salgen, Stetten, Türkheim, Tussenhausen, Unteregg, Wiedergeltingen des Landkreises Unterallgäu. Die übrigen Gemeinden des Landkreises Ostallgäu liegen im Stimmkreis 711 und die übrigen Gemeinden des Landkreises Unterallgäu im Stimmkreis 712.

## Landtagswahl 2023
Bei der Landtagswahl 2023 waren 92.655 Einwohner wahlberechtigt (Wahlbeteiligung 71,8 %). Im Stimmkreis traten folgende Parteien und Direktkandidaten an und erzielten folgende Ergebnisse:
| Nr. | Direktkandidat      | Partei           | Erststimmen in % | Gesamtstimmen in % |
| --- | ------------------- | ---------------- | ---------------- | ------------------ |
| 1   | Peter Wachler       | CSU              | 33,9             | 35,2               |
| 2   | Holger Jankovsky    | GRÜNE            | 9,7              | 9,9                |
| 3   | Bernhard Pohl       | Freie Wähler     | 22,4             | 20,1               |
| 4   | Patrick Herkommer   | AfD              | 19,5             | 19,6               |
| 5   | Susanne Sorgenfrei  | SPD              | 5,0              | 5,1                |
| 6   | Christian Toth      | FDP              | 2,4              | 2,8                |
| 7   | Paul Meichelböck    | LINKE            | 1,3              | 1,3                |
| 8   | Thomas Pfaffenbauer | BP               | 1,3              | 1,2                |
| 9   | Ludwig Georg Filser | ÖDP              | 2,5              | 2,1                |
| 10  | Herbert Stumpe      | Die PARTEI       | 1,5              | 1,2                |
| 11  | -                   | Tierschutzpartei | -                | 0,5                |
| 12  | Yvonne Machalett    | V-Partei³        | 0,5              | 0,4                |
| 13  | -                   | dieBasis         | -                | 0,6                |

## Landtagswahl 2018
Im Stimmkreis waren insgesamt 92.117 Einwohner wahlberechtigt. Die Landtagswahl am 14. Oktober 2018 hatte folgendes Ergebnis: Franz Josef Pschierer, der als CSU-Mitglied direkt gewählt wurde, verließ am 28. September 2022 die CSU und trat in die FDP ein.
| Direktkandidat                       | Partei                 | Erststimmen in % | Gesamtstimmen in % | Veränderung der Gesamtstimmen im Vergleich zur Landtagswahl 2013 in % |
| ------------------------------------ | ---------------------- | ---------------- | ------------------ | --------------------------------------------------------------------- |
| Franz Josef Pschierer (ab 2022: FDP) | zum Wahlzeitpunkt: CSU | 39,7             | 39,5               | − 14,1                                                                |
| Markus Kubatschka                    | SPD                    | 5,0              | 5,2                | − 7,2                                                                 |
| Bernhard Pohl                        | Freie Wähler           | 15,2             | 15,0               | + 2,7                                                                 |
| Günter Räder                         | GRÜNE                  | 15,2             | 15,5               | + 8,5                                                                 |
| Kevin Bahner                         | FDP                    | 4,6              | 4,3                | + 1,1                                                                 |
| Paul Meichelböck                     | LINKE                  | 2,8              | 2,8                | + 1,0                                                                 |
| Sabine Angela Eißner                 | BP                     | 2,1              | 2,0                | − 0,9                                                                 |
| Rosina Katharina Rottmann-Börner     | ÖDP                    | 2,1              | 2,0                | − 0,7                                                                 |
| Martin Kollien-Glaser                | PIRATEN                | 0,7              | 0,6                | − 1,4                                                                 |
| Karl Keller                          | AfD                    | 12,2             | 12,3               | + 12,3                                                                |
| –                                    | LKR                    | –                | 0,0                | + 0,0                                                                 |
| -                                    | mut                    | -                | 0,1                | + 0,1                                                                 |
| -                                    | Die Partei             | -                | 0,3                | + 0,3                                                                 |
| Daniela Woywode                      | V-Partei³              | 0,4              | 0,4                | + 0,4                                                                 |

## Landtagswahl 2013
Die Wahlbeteiligung der 90.777 Wahlberechtigten im Stimmkreis betrug 59,8 Prozent, bei einem Landesdurchschnitt von 63,9 Prozent war dies Rang 78 unter den 90 Stimmkreisen. Das Direktmandat ging an Franz Josef Pschierer (CSU).
| Direktkandidat        | Partei       | Erststimmen | Gesamtstimmen | Gesamtstimmen ggü. Bayern (%p) | Gesamtstimmen ggü. 2008 (%p) |
| --------------------- | ------------ | ----------- | ------------- | ------------------------------ | ---------------------------- |
| Franz Josef Pschierer | CSU          | 51,3 %      | 53,6 %        | +5,9 %                         | +6,0 %                       |
| Carmine Macaluso      | SPD          | 12,3 %      | 12,4 %        | −8,2 %                         | +1,9 %                       |
| Bernhard Pohl         | FREIE WÄHLER | 15,3 %      | 12,3 %        | +3,3 %                         | −3,3 %                       |
| Christine Räder       | GRÜNE        | 7,0 %       | 7,0 %         | −1,6 %                         | +0,6 %                       |
| Gottfried Schwank     | FDP          | 3,1 %       | 3,3 %         | +0,0 %                         | −5,3 %                       |
| Kai Erik Huber        | DIE LINKE    | 1,6 %       | 1,8 %         | −0,3 %                         | −2,5 %                       |
| Peter Miller          | ÖDP          | 2,8 %       | 2,7 %         | +0,7 %                         | +0,0 %                       |
| Rudolf Hartmann       | REP          | 0,7 %       | 0,7 %         | −0,3 %                         | −0,2 %                       |
| Ulrich Otto Pahl      | NPD          | 1,0 %       | 1,0 %         | X                              | −0,3 %                       |
| Gerd-Josef Hermanns   | BP           | 2,8 %       | 2,9 %         | +0,8 %                         | +1,0 %                       |
| Kein Direktkandidat   | FRAUENLISTE  | X           | 0,3 %         | X                              | X                            |
| Thomas Blechschmidt   | PIRATEN      | 2,2 %       | 2,1 %         | +0,1 %                         | X                            |

## Landtagswahl 2008
Bei der Landtagswahl 2008 waren im Stimmkreis 91.194 Einwohner wahlberechtigt. Die Wahlbeteiligung betrug 59,4 %. Die Wahl hatte folgendes Ergebnis:
| Direktkandidat        | Partei                | Erststimmen in % | Gesamtstimmen in % | Veränderung der Gesamtstimmen im Vergleich zur Landtagswahl 2003 in % |
| --------------------- | --------------------- | ---------------- | ------------------ | --------------------------------------------------------------------- |
| Franz Josef Pschierer | CSU                   | 46,5             | 47,6               | - 18,4                                                                |
| Walburga Steiger      | SPD                   | 10,4             | 10,5               | - 1,7                                                                 |
| Rolf Köhler           | Bündnis 90/Die Grünen | 5,9              | 6,4                | + 1,4                                                                 |
| Bernhard Pohl         | Freie Wähler          | 17,3             | 15,6               | + 7,1                                                                 |
| Ralf Tscherwinka      | FDP                   | 8,3              | 8,6                | + 6,5                                                                 |
| Christian Kaufmann    | REP                   | 0,9              | 0,9                | - 1,1                                                                 |
| Ludwig Georg Filser   | ödp                   | 2,9              | 2,7                | + 0,7                                                                 |
| Manfred Lehner        | BP                    | 1,9              | 1,9                | + 0,6                                                                 |
| Paul Meichelböck      | Die Linke             | 4,6              | 4,3                | + 4,3                                                                 |
| Ulrich Pahl           | NPD                   | 1,3              | 1,3                | + 1,3                                                                 |
| -                     | RRP                   | -                | 0,3                | + 0,3                                                                 |